# Vigarano Mainarda
Vigarano Mainarda (Vigaràn Mainarda in dialetto ferrarese) è un comune italiano di 7 654 abitanti della provincia di Ferrara in Emilia-Romagna.

## Storia
Il toponimo Vigarano deriverebbe dal nome di età romana di Vicus Varianus che indicava probabilmente i possedimenti di Varius. Doveva trovarsi nei pressi della via Aemilia Altinate che portava a Este e ad Altino.
Il territorio è stato soggetto nei secoli alle alluvioni ed ai cambiamenti di corso del Po e del Reno, di cui sono evidenti tuttora le tracce, in forma di argini e vecchi alvei.
Nel medioevo l'insediamento principale era nella zona dell'attuale Vigarano Pieve, che si trovava sul corso principale del Po; nel XII secolo, con la rotta di Ficarolo, il Po spostò il corso principale verso Nord, abbandonando il territorio di Vigarano.
La parte sud del territorio era in quei secoli tenuta dalla famiglia Mainardi, di origini forlivesi e di parte ghibellina, che aveva costruito una torre, chiamata torre della Mainarda, da cui derivò il nome che oggi individua il capoluogo.
Il territorio restò soggetto a frequenti alluvioni del Reno, fino al XVIII secolo, quando il fiume fu inalveato nell'attuale corso.
Vigarano Mainarda fu colpita dai terremoti dell'Emilia del 2012, in particolare dalle scosse del 20 maggio che nel comune provocarono gravi danni alle strutture agricole ed industriali. Fu inoltre epicentro di una forte scossa di assestamento, di magnitudo 5.1, avvenuta il 29 maggio, successiva alla scossa principale di 5.9.

### Simboli

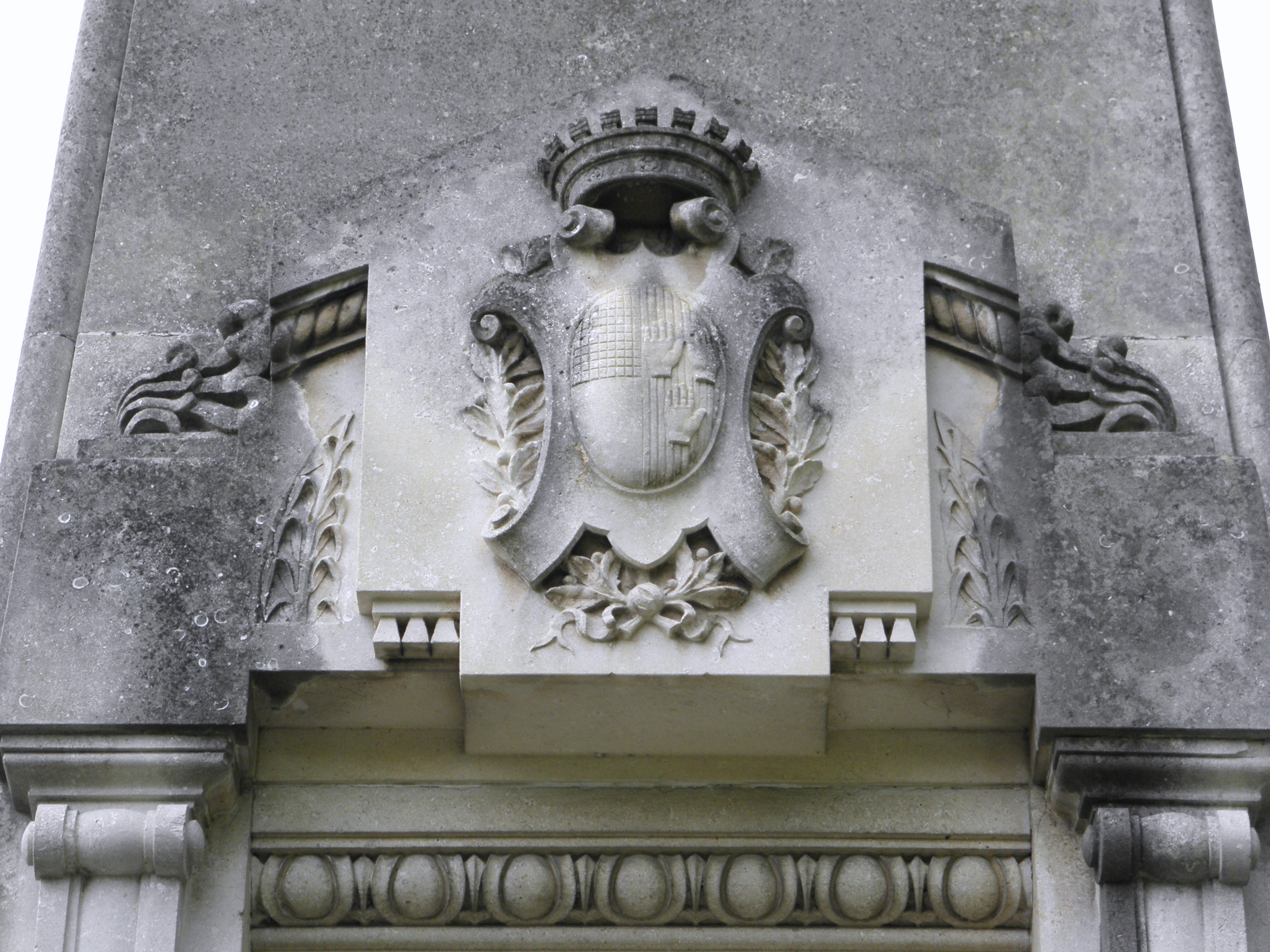
Stemma comunale sul Monumento ai caduti della Grande Guerra

Lo stemma è stato concesso con regio decreto del 24 febbraio 1907.
(R.D. 24 febbraio 1907)
Lo stemma riprende i colori bianco e nero dell'insegna del comune di Ferrara, di cui Vigarano Mainarda era una frazione, e le tre mani del blasone dei Conti Mainardi di Bertinoro (di rosso, a tre mani sinistre appalmate d'argento), variandolo e ponendo due destre e una sinistra.

Gonfalone comunale

Il gonfalone, concesso con D.P.R. del 1º giugno 1977, è un drappo partito di rosso e di bianco.

## Monumenti e luoghi d'interesse

### Architetture religiose
- Chiesa parrocchiale della Natività della Beata Vergine Maria
- Pieve dei Santi Pietro e Paolo

### Architetture civili
- Delizia della Diamantina

## Società

### Evoluzione demografica
Abitanti censiti

### Etnie e minoranze straniere
Secondo i dati ISTAT al 31 dicembre 2010 la popolazione straniera residente era di 385 persone. Le nazionalità maggiormente rappresentate in base alla loro percentuale sul totale della popolazione residente erano:
- Marocco 100 1,33%

## Cultura
Vigarano è nota nell'ambito astronomico per aver dato il nome all'omonimo meteorite caduto nel 1910, e considerato il capostipite di una classe di condriti carbonacee note come "classe CV" (dove la "V" viene dal nome Vigarano).

## Infrastrutture e trasporti
Vigarano Mainarda è servita dalla stazione di Vigarano Pieve, sulla ferrovia Suzzara-Ferrara.

## Amministrazione
Di seguito è presentata una tabella relativa alle amministrazioni che si sono succedute in questo comune.
| Periodo        | Periodo        | Primo cittadino   | Partito                                                        | Carica                  | Note  |
| -------------- | -------------- | ----------------- | -------------------------------------------------------------- | ----------------------- | ----- |
| 4 agosto 1988  | 21 giugno 1993 | Rossano Bellini   | Partito Comunista Italiano, Partito Democratico della Sinistra | Sindaco                 | [ 8 ] |
| 21 giugno 1993 | 28 aprile 1997 | Rossano Bellini   | Partito Democratico della Sinistra                             | Sindaco                 | [ 8 ] |
| 28 aprile 1997 | 14 maggio 2001 | Rossano Bellini   | L'Ulivo                                                        | Sindaco                 | [ 8 ] |
| 14 maggio 2001 | 30 maggio 2006 | Daniele Palombo   | lista civica                                                   | Sindaco                 | [ 8 ] |
| 30 maggio 2006 | 16 maggio 2011 | Daniele Palombo   | lista civica                                                   | Sindaco                 | [ 8 ] |
| 16 maggio 2011 | 6 giugno 2016  | Barbara Paron     | Partito Democratico                                            | Sindaco                 | [ 8 ] |
| 6 giugno 2016  | 7 ottobre 2020 | Barbara Paron     | Partito Democratico                                            | Sindaco                 | [ 8 ] |
| 7 ottobre 2020 | 4 ottobre 2021 | Massimo Di Donato | -                                                              | Commissario prefettizio | [ 8 ] |
| 4 ottobre 2021 | in carica      | Davide Bergamini  | lista civica di centro-destra                                  | Sindaco                 | [ 8 ] |

### Gemellaggi
Il comune di Vigarano Mainarda è gemellato con:
- Caudebec-lès-Elbeuf
- Salgótarján
- Altomonte

#### Comuni amici
- Bad Dürrenberg
- Mont-roig del Camp

## Sport

### Calcio
La società calcistica del paese, la Vigaranese Calcio, fu fondata nel 1960. Il simbolo della squadra è una cicogna blu. Nel 2003, dopo la promozione in Eccellenza, la società dichiarò fallimento e la prima squadra fu eliminata, lasciando spazio al settore giovanile.

### Pallacanestro
La società di pallacanestro femminile, la Pallacanestro Vigarano, milita attualmente in Serie A2.